# Pinopiaa
Pinopiaa, también nombrada como Peñobiya, fue una noble binnizá (zapoteca) perteneciente a la dinastía Zaachila, última dinastía gobernante del reino homónimo, el cual fue nombrado Teotzapotlan por los mexicas. Se sabe que Pinopiaa nació a principios del siglo XVI aunque no hay datos que indiquen con exactitud sus fechas de nacimiento y muerte.
Pinopiaa rigió Zaachila junto con su hermano mayor Cosiiopii II hasta la muerte de ésta en las primeras décadas del siglo XVI, antes de la llegada de los españoles a Zaachila, cuyo evento ocurrió en el año de 1523 EC, Pinopiaa fue deidificada tras su muerte. Zaachila se localizó en lo que hoy es la parte oriental del estado mexicano de Oaxaca llegando a abarcar territorios de los actuales Chiapas y Guatemala en su última etapa, esto como resultado de una alianza con el Imperio azteca.
A pesar de la falta de información de las fechas de nacimiento y muerte se sabe que nació con el nombre calendarico-zapoteca de 12-Hierba y que fue la hija menor del coquitao o rey zapoteca Cosiioeza II y de la xonaxi o reina Xilabela. Se asume que su nacimiento ocurrió en la ciudad fortificada de Guiengola por ser éste el lugar de residencia de la realeza durante la época. Ascendió  al trono junto con su hermano mayor Cosiiopii II en 1518, con el título de xonaxi Pinopiaa.
Pinopiaa fue una mujer muy religiosa que no llegó a casarse y de quien se cree murió virgen, estas características hicieron que los zapotecas de la época la deidificaran tras su muerte, la creencía decía que al morir Pinopiaa, ésta se había transformado en piedra. Posteriormente fue creado un templo dedicado a ella en el pueblo de Guiigu yudxi, lugar de adoración de dicha piedra. Fray Francisco de Burgoa lo relató de la siguiente forma: 

... una plazuela muy barrida y salpicada de variedad de flores y en medio cuatro losas iguales, arrimadas por lo alto unas a otras, y por debajo hacían hueco donde cabía otra piedra blanca, labrada al modo de un hacho de bolos sin forma alguna de animal, más que un grueso taladro era la Reina Doncella, hija del rey zapoteca de Zaachila o Teozapotlan, llamado Cosijoeza, [y éste] cuando conquistó esta tierra, enviando a su hijo tercero Cocijopij, le encomendó mucho a la hermana llamada Pinopiaa, para que la tuviera consigo en el reino, que había de gobernar de Tehuantepeque y Soconusco, porque era señora muy santa a su modo, muy honesta, devota de sus dioses y que no se quiso casar, y que llegando a las tierras de Jalapa, le dio el mal de la muerte y juntándose todos los señores y capitanes a llorarla dispuestos para darle sepultura, se les desapareció el cuerpo y haciendo el cielo grandísimo estruendo le transformó el cuerpo en aquella piedra para que la sirviesen y adorasen, valiéndose de ella para todas sus necesidades y trabajos, y que había castigado a muchos, porque llegando a aquel paraje no le habían acatado mucha veneración... que la gloriosa Santa Catarina de Sena, a cuyo patrocinio estaba aquel barrio era la misma, que la diosa Pinopiaa, que había muerto en aquel lugar y la piedra que bajó del cielo, para que con esta ficción todos los devotos de la santa idolatrasen en reina de piedra, y este error iba cundiendo de suerte que todos en la iglesia en presencia de la santa adoraban mentalmente al ídolo campesino.

Este templo al igual que el culto a Pinopiaa duró hasta el siglo XVII cuando el reino de Zaachila ya se encontraba sometido al gobierno español, el fraile Alonso de Espinosa así como otros funcionarios y religiosos españoles destruyeron el templo de Pinopiaa y sometieron a un acto inquisitorial a los devotos de la reina y diosa zapoteca.